# Prescott, Arkansas
Prescott är administrativ huvudort i Nevada County i Arkansas. Prescott hade 3 296 invånare enligt 2010 års folkräkning.